# Kirowsk (obwód leningradzki)
Kirowsk (ros. Кировск) – miasto w Rosji, w obwodzie leningradzkim, 33 km na wschód od Petersburga.

## Demografia
W 2009 liczyło 23 221 mieszkańców. W 2021 liczyło 27 391 mieszkańców.